# Helophorus fortis
Helophorus fortis är en skalbaggsart som beskrevs av Leconte 1866. Helophorus fortis ingår i släktet Helophorus och familjen halsrandbaggar. Inga underarter finns listade i Catalogue of Life.